# زینب سیور
زینب سیور (انگلیسی: Zeynep Sever؛ زادهٔ ۹ ژوئیهٔ ۱۹۸۹) بازیکن والیبال، و مدل (شخص) اهل بلژیک است.